# 吳浩坤
吳浩坤，江蘇宜興人。
1956年畢業於上海復旦大學歷史系，師從周予同。1978年調中國古代史教研室任教。目前任教於上海復旦大學。是中國研究甲骨文的權威，與潘悠合著有「中國甲骨學史」。